# Aylala inconspicua
Aylala inconspicua är en insektsart som beskrevs av Irena Dworakowska 1994. Aylala inconspicua ingår i släktet Aylala och familjen dvärgstritar. Inga underarter finns listade i Catalogue of Life.